# Венедиктов, Валерий Николаевич
Валерий Николаевич Венеди́ктов (13 июня 1924, Ташкент, Киргизская АССР — 30 ноября 1995, Челябинск) — советский военный деятель, конструктор военной техники, генерал-лейтенант Советской армии, участник Великой Отечественной войны, Герой Социалистического Труда (1976). Лауреат двух Государственных премий СССР.

## Биография
Родился 13 июня 1924 года в Ташкенте в семье учителя. В детские годы тяжело болел, учился дома.
В РККА с января 1942 года. Был слушателем Военной академии бронетанковых войск.
В октябре 1942 года стал бойцом учебного танкового полка. В марте 1943 года стал курсантом Харьковского танкового училища, в 1944 году окончил его.
После окончания училища продолжил учёбу в Военной академии бронетанковых войск. Окончил эту академию в 1949 году.
После окончания академии начал работу на Уральском танковом заводе в Конструкторском бюро (до 1971 года — конструкторский отдел № 520) на должности инженера-конструктора моторного отдела. Принимал участие в создании танка Т-54, на котором предложил значительное улучшение конструкции жаротрубного кольцевого котла и внёс ряд других предложений по усовершенствованию.
С 1954 года — заместитель главного конструктора того же КБ по новой технике, участвовал в создании «объекта 140», а также «объекта 167Т» и «объекта 166ТМ» — танков с газотурбинным двигателем. На этих опытных образцах имелось большое количество технических новинок и принципиально новых конструкторских решений, но сами танки в целом были признаны неудачными и в серийное производство не запускались.
Венедиктов сумел добиться больших успехов на другом участке работы, производя модернизацию танков Т-55А и Т-62М под новейший двигатель В-36.
С 1959 года был направлен в Китайскую Народную Республику в качестве консультанта главного конструктора танковых вооружений КНР и руководителя группы советских технических специалистов.
После возвращения в Уральское КБ транспортного машиностроения в 1960 году стал одним из главных разработчиков танка Т-62, руководил созданием «объекта 150» — первого советского ракетного танка, вооружённого противотанковыми управляемыми ракетами вместо артиллерийского орудия, который был принят на вооружение как ИТ-1 и производился небольшой серией (около 220 штук) в 1966—1970 годах.
С августа 1969 года — исполняющий обязанности, а с января 1970 года — главный конструктор Уральского конструкторского бюро транспортного машиностроения. Венцом многолетней работы Венедиктова и его коллег стал основной боевой танк Т-72.
В 1975 году Валерию Николаевичу было присвоено звание генерал-майора-инженера.
Указом Президиума Верховного Совета СССР в 1976 году за успешное создание новейшей боевой техники генерал-майор-инженеру Венедиктову Валерию Николаевичу присвоено звание Героя Социалистического Труда.
В дальнейшем работал над многочисленными модификациями и модернизациями Т-72, а затем провёл его коренную модернизацию. Всего же под руководством замечательного конструктора разработано около 120 видов боевой техники, значительная часть из которых принята на вооружение.
5 ноября 1985 года Венедиктову было присвоено звание генерал-лейтенанта.
В 1987 году по состоянию здоровья оставил пост Генерального конструктора и перешёл на должность ведущего конструктора в отдел двигателей своего конструкторского бюро. В 1988 году вышел на пенсию. Жил в городе Челябинске.
Умер 30 ноября 1995 года в Челябинске. Похоронен в Нижнем Тагиле.

## Награды и звания
- Медаль «Серп и Молот»
- Орден Ленина
- Орден Трудового Красного Знамени (1971)
- Государственная премия СССР — 1974 год
- Государственная премия СССР — 1982 год
- Заслуженный деятель науки и техники РСФСР (1984)
- Медаль «Китайско-советская дружба» (КНР, 1960)
- другие награды

## Память
- В Нижнем Тагиле на доме, в котором жил Венедиктов, в 2011 году была установлена мемориальная доска.